# ملاك حقوق البث التلفزيوني الرياضية في الشرق الأوسط وشمال إفريقيا

## كرة القدم

### البطولات القارية والدولية
| البطولة                          | القنوات الناقلة                   | الملاحظات |
| -------------------------------- | --------------------------------- | --- |
| كأس العالم لكرة القدم            | beIN SPORTS، قنوات الكأس الرياضية | 22 مباراة منقولة على قنوات بي ان والكاس المفتوحة مجانا بما فيها الافتتاح والنهائي                                                 |
| كأس العالم للسيدات               | beIN SPORTS                       | |
| كأس العالم تحت 20 سنة لكرة القدم | beIN SPORTS                       | |
| كأس القارات                      | beIN SPORTS                       | |
| كأس القارات للأندية              | beIN SPORTS                       | |
| كأس العالم للأندية               | DAZN، mbc masr، mbc1              | كل مباريات البطولة 51 مباراة منقولة مجانا على منصة دازن، 26 مباراة منقولة على قنوات MBC المفتوحة مجانا بما فيها الافتتاح والنهائي |

| البطولة                         | القنوات الناقلة   | الملاحظات |
| ------------------------------- | ----------------- | --------- |
| تصفيات كأس العالم 2026 (أوروبا) | beIN SPORTS       |           |
| دوري الأمم الأوروبية            | beIN SPORTS       |           |
| دوري أبطال أوروبا               | beIN SPORTS       |           |
| الدوري الأوروبي                 | beIN SPORTS       |           |
| دوري المؤتمر الأوروبي           | beIN SPORTS       |           |
| بطولة أمم أوروبا                | beIN SPORTS       |           |
| كأس السوبر الأوروبي             | beIN SPORTS       |           |
| الدوري الأوروبي للشباب          | بدون ناقل         |           |
| دوري أبطال أوروبا للسيدات       | beIN SPORTS, DAZN |           |

| البطولة                       | القنوات الناقلة | الملاحظات |
| ----------------------------- | --------------- | --------- |
| تصفيات كأس العالم 2026 (آسيا) | beIN SPORTS     |           |
| كأس آسيا                      | beIN SPORTS     |           |
| دوري أبطال آسيا للنخبة        | beIN SPORTS     |           |
| دوري أبطال آسيا 2             | beIN SPORTS     |           |
| دوري التحدي الآسيوي           | beIN SPORTS     |           |
| دوري أبطال آسيا للسيدات       | beIN SPORTS     |           |
| بطولات اتحاد غرب آسيا (WAFF)  | SSC             |           |

| البطولة                          | القنوات الناقلة | الملاحظات                                                                                                  |
| -------------------------------- | --------------- | --- |
| تصفيات كأس العالم 2026 (أفريقيا) | SSC, اون سبورت  | كل المباريات حصرية على SSC بينما قنوات اون سبورت والمغربية و الجزائرية و التونسية تنقل مباريات منتخبها فقط |
| دوري أبطال أفريقيا               | beIN SPORTS     | |
| كأس الكونفيدرالية الإفريقية      | beIN SPORTS     | |
| كأس السوبر الأفريقي              | beIN SPORTS     | |
| كأس الأمم الأفريقية لكرة القدم   | beIN SPORTS     | |
| الألعاب الإفريقية                | beIN SPORTS     | |

| البطولة                                                    | القنوات الناقلة   | الملاحظات |
| ---------------------------------------------------------- | ----------------- | --------- |
| كأس أبطال الكونكاكاف                                       | بدون ناقل         |           |
| كأس كونكاكاف الذهبية                                       | الرياضية السعودية |           |
| كأس ليبرتادوريس                                            | beIN SPORTS       |           |
| كوبا سود أمريكانا                                          | beIN SPORTS       |           |
| كوبا أمريكا                                                | بدون ناقل         |           |
| تصفيات كأس العالم 2026 (أمريكا الشمالية والوسطى والكاريبي) | بدون ناقل         |           |
| تصفيات كأس العالم 2026 (أمريكا الجنوبية)                   | SSC               |           |
| مباريات ودية لمنتخب الولايات المتحدة                       | SSC               |           |

### البطولات المحلية
| الدولة   | البطولة (الدوري/الكأس)                | القنوات الناقلة                          | الملاحظات |
| -------- | ------------------------------------- | ---------------------------------------- | --------- |
| إنجلترا  | الدوري الإنجليزي الممتاز              | beIN SPORTS                              |           |
| إنجلترا  | كأس الاتحاد الإنجليزي                 | beIN SPORTS                              |           |
| إنجلترا  | كأس رابطة الأندية الإنجليزية المحترفة | beIN SPORTS                              |           |
| إنجلترا  | الدوري الإنجليزي الدرجة الأولى        | beIN SPORTS                              |           |
| إنجلترا  | الدوري الإنجليزي الدرجة الثانية       | بدون ناقل                                |           |
| إسبانيا  | الدوري الإسباني لكرة القدم            | beIN SPORTS، تطبيق 1001 في العراق        |           |
| إسبانيا  | كأس ملك إسبانيا                       | SSC                                      |           |
| إسبانيا  | دوري الدرجة الثانية الإسباني          | beIN SPORTS، قنوات الكأس الرياضية        |           |
| إيطاليا  | الدوري الإيطالي الدرجة الأولى         | أبوظبي الرياضية                          |           |
| إيطاليا  | كأس إيطاليا                           | أبوظبي الرياضية                          |           |
| إيطاليا  | كأس السوبر الإيطالي                   | أبوظبي الرياضية , SSC                    |           |
| إيطاليا  | الدوري الإيطالي الدرجة الثانية        | بدون ناقل                                |           |
| ألمانيا  | الدوري الألماني لكرة القدم            | beIN SPORTS                              |           |
| ألمانيا  | كأس ألمانيا                           | beIN SPORTS                              |           |
| هولندا   | الدوري الهولندي الممتاز               | أبوظبي الرياضية                          |           |
| هولندا   | كأس هولندا                            | قناة الشارقة الرياضية                    |           |
| فرنسا    | الدوري الفرنسي الدرجة الأولى          | beIN SPORTS                              |           |
| فرنسا    | كأس فرنسا                             | beIN SPORTS                              |           |
| فرنسا    | كأس الرابطة الفرنسية                  | beIN SPORTS                              |           |
| فرنسا    | الدوري الفرنسي الدرجة الثانية         | beIN SPORTS                              |           |
| البرتغال | الدوري البرتغالي الممتاز              | SSC                                      |           |
| البرتغال | كأس البرتغال                          | SSC                                      |           |
| البرتغال | كأس الدوري البرتغالي                  | SSC                                      |           |
| بلجيكا   | الدوري البلجيكي الممتاز               | قنوات الكأس الرياضية، الرابعة الرياضية   |           |
| تركيا    | الدوري التركي الممتاز                 | beIN SPORTS                              |           |
| السويد   | الدوري السويدي الممتاز                | الرابعة الرياضية، قناة العراقية الرياضية |           |
| اليونان  | كأس اليونان                           | بدون ناقل                                |           |

| الدولة                   | البطولة (الدوري/الكأس)           | القنوات الناقلة                                                          | الملاحظات |
| ------------------------ | -------------------------------- | ------------------------------------------------------------------------ | --------- |
| السعودية                 | دوري روشن السعودي                | ثمانية                                                                   |           |
| السعودية                 | كأس خادم الحرمين الشريفين        | ثمانية                                                                   |           |
| السعودية                 | كاس السوبر السعودي               | ثمانية                                                                   |           |
| السعودية                 | الدوري السعودي الممتاز للسيدات   | ثمانية                                                                   |           |
| السعودية                 | كأس الاتحاد السعودي للسيدات      | SSC                                                                      |           |
| السعودية                 | كأس السوبر السعودي للسيدات       | SSC                                                                      |           |
| السعودية                 | دوري يلو                         | ثمانية                                                                   |           |
| السعودية                 | دوري الدرجة الثانية السعودي      | الرياضية السعودية                                                        |           |
| الإمارات العربية المتحدة | دوري الخليج العربي               | أبوظبي الرياضية، دبي الرياضية، قناة الشارقة الرياضية                     |           |
| الإمارات العربية المتحدة | كأس رئيس دولة الإمارات (النهائي) | أبوظبي الرياضية، دبي الرياضية، قناة الشارقة الرياضية                     |           |
| الإمارات العربية المتحدة | دوري الدرجة الثانية الإماراتي    | أبوظبي الرياضية، دبي الرياضية                                            |           |
| قطر                      | دوري نجوم قطر                    | beIN SPORTS، قنوات الكأس الرياضية                                        |           |
| قطر                      | دوري قطر غاز تحت 23 سنة          | قنوات الكأس الرياضية                                                     |           |
| قطر                      | دوري الدرجة الثانية القطري       | قنوات الكأس الرياضية                                                     |           |
| قطر                      | دوري الشباب القطري تحت 19 سنة    | قنوات الكأس الرياضية                                                     |           |
| قطر                      | دوري الشباب القطري تحت 17 سنة    | قنوات الكأس الرياضية                                                     |           |
| العراق                   | الدوري العراقي الممتاز           | قناة العراقية الرياضية، قنوات الكأس الرياضية                             |           |
| العراق                   | كأس العراق                       | قناة العراقية الرياضية، قنوات الكأس الرياضية                             |           |
| اليابان                  | الدوري الياباني الدرجة الأولى    | دبي الرياضية                                                             |           |
| أستراليا                 | الدوري الأسترالي لكرة القدم      | أبوظبي الرياضية                                                          |           |
| الكويت                   | الدوري الكويتي                   | قناة الرياضية الكويتية، قناة الرياضية بلس الكويتية، قنوات الكأس الرياضية |           |
| عمان                     | دوري المحترفين العماني           | قناة عمان الرياضية                                                       |           |
| الأردن                   | الدوري الأردني للمحترفين         | قناة الأردن الرياضية                                                     |           |
| فلسطين                   | الدوري الفلسطيني لكرة القدم      | قناة فلسطين الرياضية                                                     |           |
| الصين                    | الدوري الصيني الممتاز            | بدون ناقل                                                                |           |
| الهند                    | الدوري الهندي للمحترفين          | بدون ناقل                                                                |           |
| البحرين                  | الدوري البحريني الممتاز          | قنوات البحرين الرياضية                                                   |           |

| الدولة  | البطولة (الدوري/الكأس)             | القنوات الناقلة                            | الملاحظات |
| ------- | ---------------------------------- | ------------------------------------------ | --------- |
| مصر     | الدوري المصري الممتاز              | أون تايم سبورتس                            |           |
| مصر     | دوري الدرجة الثانية المصري         | قناة النيل سبورت، أون تايم سبورتس          |           |
| تونس    | الدوري التونسي لكرة القدم          | الوطنية 1، الوطنية 2، قنوات الكأس الرياضية |           |
| المغرب  | البطولة الوطنية المغربية           | قناة الرياضية المغربية                     |           |
| الجزائر | الرابطة الجزائرية المحترفة الأولى  | التلفزيون الجزائري، قنوات الكأس الرياضية   |           |
| الجزائر | كأس الجزائر (النهائي)              | التلفزيون الجزائري                         |           |
| السودان | الدوري السوداني الممتاز لكرة القدم | قناة الملاعب الرياضية                      |           |

| الدولة   | البطولة (الدوري/الكأس)         | القنوات الناقلة | الملاحظات |
| -------- | ------------------------------ | --------------- | --------- |
| البرازيل | الدوري البرازيلي الدرجة الأولى | بدون ناقل       |           |
| البرازيل | كأس البرازيل                   | بدون ناقل       |           |

## رياضات أخرى
| البطولة                           | القنوات الناقلة | الملاحظات |
| --------------------------------- | --------------- | --------- |
| الرابطة الوطنية لكرة السلة (NBA)  | beIN SPORTS     |           |
| كأس آسيا لكرة السلة               | beIN SPORTS     |           |
| الدوري السعودي الممتاز لكرة السلة | SSC             |           |
| جولة فيبا 3*3 العالمية            | SSC             |           |
| دوري السوبر لغرب آسيا لكرة السلة  | SSC             |           |

| البطولة                   | القنوات الناقلة | الملاحظات |
| ------------------------- | --------------- | --------- |
| الدوري الألماني لكرة اليد | SSC             |           |
| بطولة سوبر غلوب           | SSC             |           |
| الدوري السعودي لكرة اليد  | SSC             |           |

| الرياضة | البطولة                                     | القنوات الناقلة | الملاحظات |
| ------- | ------------------------------------------- | --------------- | --------- |
| تنس     | بطولة أستراليا المفتوحة للتنس               | beIN SPORTS     |           |
| تنس     | بطولة ويمبلدون                              | beIN SPORTS     |           |
| تنس     | دورة رولان غاروس الدولية                    | beIN SPORTS     |           |
| تنس     | بطولة أمريكا المفتوحة للتنس                 | beIN SPORTS     |           |
| تنس     | دورات الماسترز 1000 نقطة                    | beIN SPORTS     |           |
| تنس     | بطولات رابطة محترفي التنس 500 نقطة          | beIN SPORTS     |           |
| تنس     | بطولات رابطة محترفي التنس 250 نقطة          | beIN SPORTS     |           |
| تنس     | نهائيات الجولة العالمية لرابطة محترفي التنس | beIN SPORTS     |           |
| تنس     | رابطة محترفات التنس                         | أبوظبي الرياضية |           |
| تنس     | نهائيات الجيل القادم لرابطة محترفي التنس    | SSC             |           |
| تنس     | نهائيات اتحاد لاعبات التنس المحترفات        | SSC             |           |
| تنس     | كأس موسم الرياض للتنس                       | SSC             |           |
| تنس     | Bonmont Tennis Masters                      | SSC             |           |
| بادل    | Alpine Hexagon Cup                          | SSC             |           |
| بادل    | بطولة البادل السعودية                       | SSC             |           |
| غولف    | PGA Tour                                    | DAZN            |           |
| غولف    | LIV Golf                                    | شاهد، SSC       |           |
| غولف    | بطولة أرامكو السعودية النسائية الدولية      | SSC             |           |
| غولف    | السعودية الدولية                            | SSC             |           |
| غولف    | سلسلة أرامكو للفرق                          | SSC             |           |
| كريكت   | دوري لانكا الممتاز                          | SSC             |           |
| كريكت   | دوري الكريكت الأوروبي                       | SSC             |           |
| بيسبول  | رابطة البيسبول الدولية المتحدة              | SSC             |           |

| البطولة                              | القنوات الناقلة | الملاحظات |
| ------------------------------------ | --------------- | --------- |
| فورمولا 1                            | beIN SPORTS     |           |
| سباق الجائزة الكبرى للدراجات النارية | beIN SPORTS     |           |
| فورمولا إي                           | SSC             |           |
| إكستريم إي                           | SSC             |           |
| سباق لو مان 24 ساعة                  | SSC             |           |
| بطولة العالم للراليات                | SSC             |           |
| بطولة الرالي الأوروبية               | SSC             |           |
| سباق الأبطال                         | SSC             |           |
| ناسكار                               | أبوظبي الرياضية |           |
| رالي داكار                           | SSC             |           |

| البطولة                       | القنوات الناقلة | الملاحظات |
| ----------------------------- | --------------- | --------- |
| UFC                           | STARZPLAY       |           |
| ONE championship              | beIN SPORTS     |           |
| دوري المقاتلين المحترفين      | SSC             |           |
| MMA 971 Fighting championship | SSC             |           |

| الرياضة                 | البطولة                                  | القنوات الناقلة | الملاحظات |
| ----------------------- | ---------------------------------------- | --------------- | --------- |
| فعاليات متعددة الرياضات | دورة الألعاب السعودية                    | SSC             |           |
| فعاليات متعددة الرياضات | الألعاب الأولمبية الصيفية                | بدون ناقل       |           |
| فعاليات متعددة الرياضات | الألعاب الأولمبية الشتوية                | بدون ناقل       |           |
| فعاليات متعددة الرياضات | الألعاب الإفريقية                        | beIN SPORTS     |           |
| كرة القدم الامريكية     | الدوري الوطني لكرة القدم الأمريكية (NFL) | SSC             |           |
| كرة القدم               | كأس العالم للملوك (أندية)                | SSC             |           |
| كرة القدم               | كأس العالم للملوك (منتخبات)              | SSC             |           |
| سنوكر                   | بطولة العالم للسنوكر                     | SSC             |           |
| الفروسية                | كأس السعودية                             | SSC             |           |
| الفروسية                | نادي سباقات الخيل                        | SSC             |           |
| الفروسية                | The Dutch Masters                        | SSC             |           |
| الفروسية                | كأس العالم لقفز الحواجز                  | SSC             |           |
| الفروسية                | Longines League of Nations               | SSC             |           |
| الفروسية                | FEI Eventing Nations Cup                 | SSC             |           |
| الفروسية                | بطولة حائل للجياد العربية                | SSC             |           |
| الفروسية                | كأس الفرسان                              | SSC             |           |
| الفروسية                | Dubai Racing Carnival                    | SSC             |           |
| سباق الدراجات الهوائية  | طواف السعودية                            | SSC             |           |
| سباق الدراجات الهوائية  | طواف عمان                                | SSC             |           |
| سباق الدراجات الهوائية  | طواف تركيا                               | SSC             |           |
| سباق الدراجات الهوائية  | Tour de la Provence                      | SSC             |           |
| سباق الدراجات الهوائية  | طواف العلا                               | SSC             |           |
| سباق الدراجات الهوائية  | فولتا كاتالونيا                          | SSC             |           |
| جري                     | ماراثون الرياض                           | SSC             |           |
| رياضات مائية            | Sail GP                                  | SSC             |           |
| رياضات مائية            | E1 Series                                | SSC             |           |
| ترياثلون                | SuperTri League                          | SSC             |           |